# Scheinbeeren
Die Scheinbeeren (Gaultheria), auch Rebhuhnbeeren genannt, sind eine Pflanzengattung in der Familie der Heidekrautgewächse (Ericaceae).

## Beschreibung

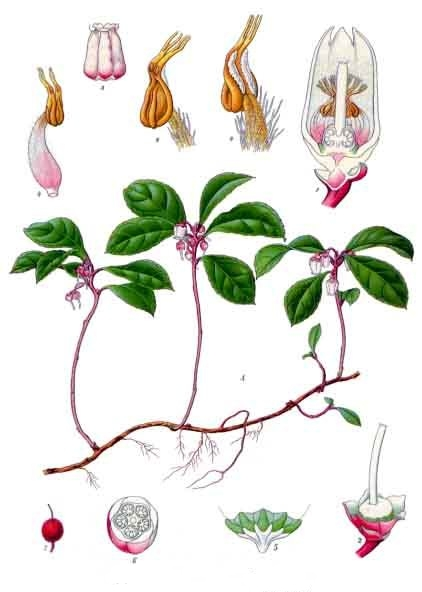
Illustration des Wintergrünstrauchs (Gaultheria procumbens)

### Vegetative Merkmale
Gaultheria-Arten wachsen meist als immergrüne Sträucher oder Halbsträucher, die Wuchshöhen von weniger als 10 Zentimetern bis zu 2,5 Metern erreichen. Eine Ausnahme bildet die aus dem Himalaya stammende Gaultheria fragrantissima, die als kleiner Baum Wuchshöhen von 5 bis 6 Metern erreichen kann. Die Zweige sind aufrecht bis kriechend. Die Rinde der Zweige ist kahl bis behaart.
Die spiralig am Zweig angeordneten Laubblätter sind in Blattstiel und Blattspreite gegliedert. Die Laubblätter geben beim Zerreiben einen aromatischen Duft ab. Die einfachen, eiförmigen, elliptischen, mehr oder weniger kreisförmigen oder nierenförmigen Blattspreiten mit behaarten oder kahlen Oberflächen besitzen meist einen gesägten, gekerbten oder bewimperten Blattrand.

### Generative Merkmale
Die Blüten stehen einzeln oder zu zweit bis zwölft in seitenständigen, traubigen Blütenständen zusammen.
Die zwittrigen Blüten sind meist fünf-, selten vierzählig mit doppelter Blütenhülle. Die selten vier, meist fünf ei-, delta- oder herzförmigen Kelchblätter sind nur an ihrer Basis bis fast ihrer ganzen Länge untereinander verwachsen; manchmal überragen sie die Kronblätter. Die selten vier oder meist fünf meist weißen, creme- bis rosafarbenen Kronblätter sind urnen-, glockenförmig oder röhrig auf der Hälfte bis fast ihre ganzen Länge untereinander verwachsen. Es sind zwei Kreise mit je vier oder fünf Staubblätter vorhanden, sie sind deutlich kürzer als die Kronblätter. Die verbreiterten Staubfäden sind gerade. Die Staubbeutel können zwei bis vier „Hörner“ besitzen. Vier oder meist fünf Fruchtblätter sind zu einem vier- oder meist fünfkammerigen, ober- oder halbunterständig Fruchtknoten verwachsen.
Die meist fünffächerigen Kapselfrüchte sind fleischig und kugelig, sie wirken dadurch beerenartig. Sie sind bei Reife in der Regel rot, bei einigen Arten aber auch weiß oder blau gefärbt. Bei diesen Scheinbeeren wird der fleischige Anteil der Früchte nicht von der Fruchtwand gebildet, sondern von den Kelchblättern. Diese sind stark verdickt und hüllen die im Vergleich sehr dünnwandige Kapselfrucht ein; daher rührt auch der deutschsprachige Trivialname Scheinbeere für diese Gattung. Jede Frucht enthält 20 bis mehr als 80 Samen. Die kleinen Samen sind eiförmig mit glatter Samenschale (Testa).
Die Chromosomengrundzahl beträgt x = 11, 12, 13.

## Vorkommen
Das Verbreitungsgebiet der Gattung Gaultheria umfasst hauptsächlich Nord- und Südamerika, daneben Indien, Südostasien, Australien und Neuseeland, sowie den Himalaja und Japan.
Scheinbeeren-Arten gedeihen meist auf sauren, humusreichen Böden.

## Systematik

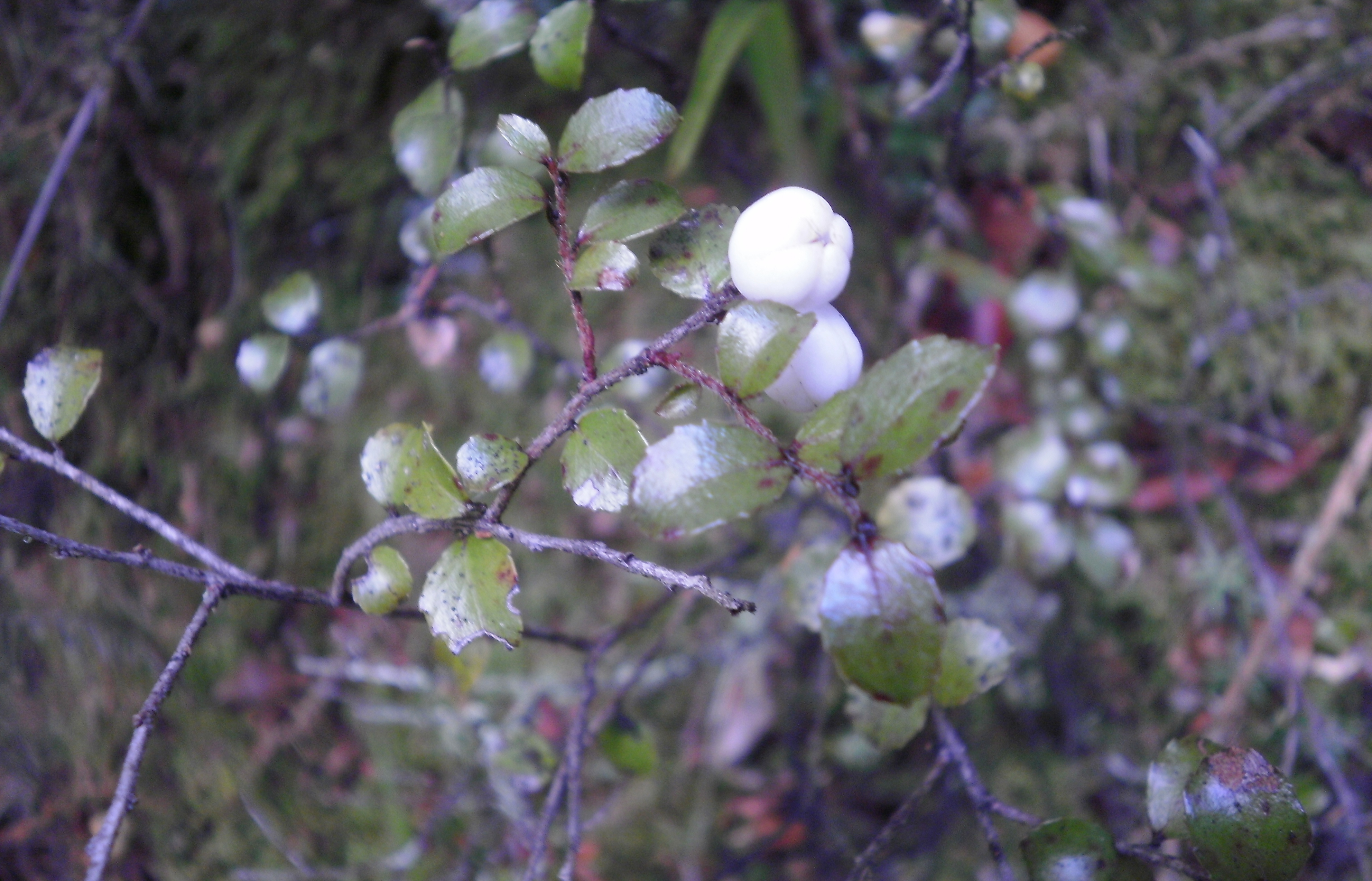
Gaultheria antipoda

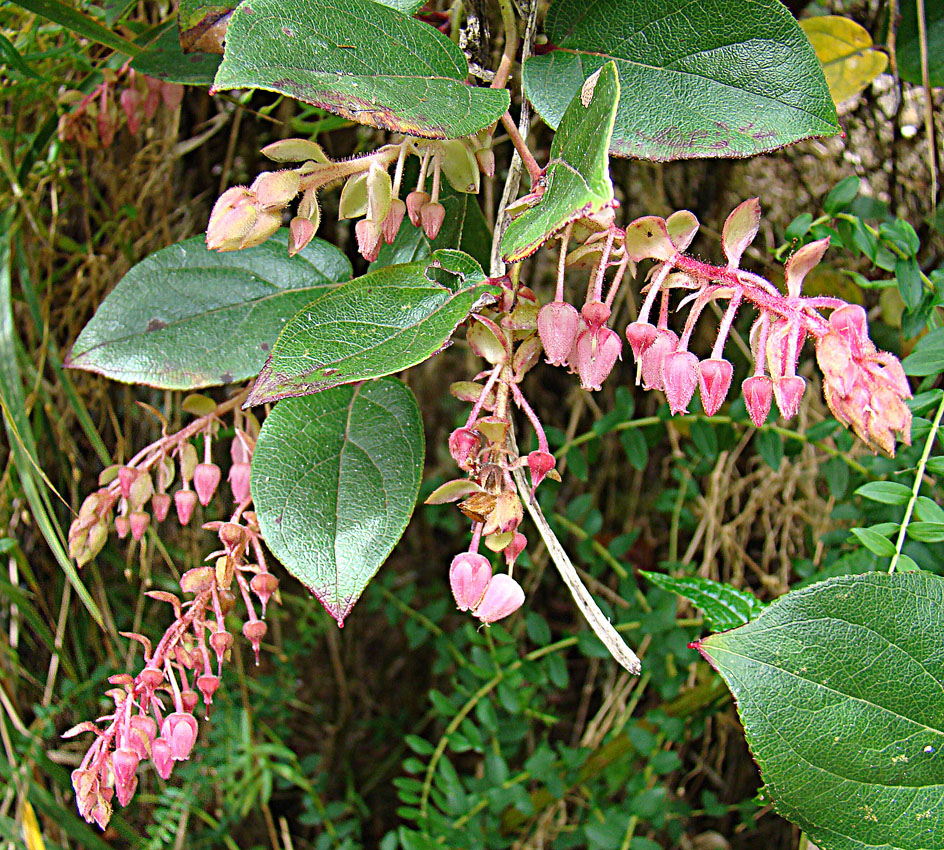
Gaultheria erecta

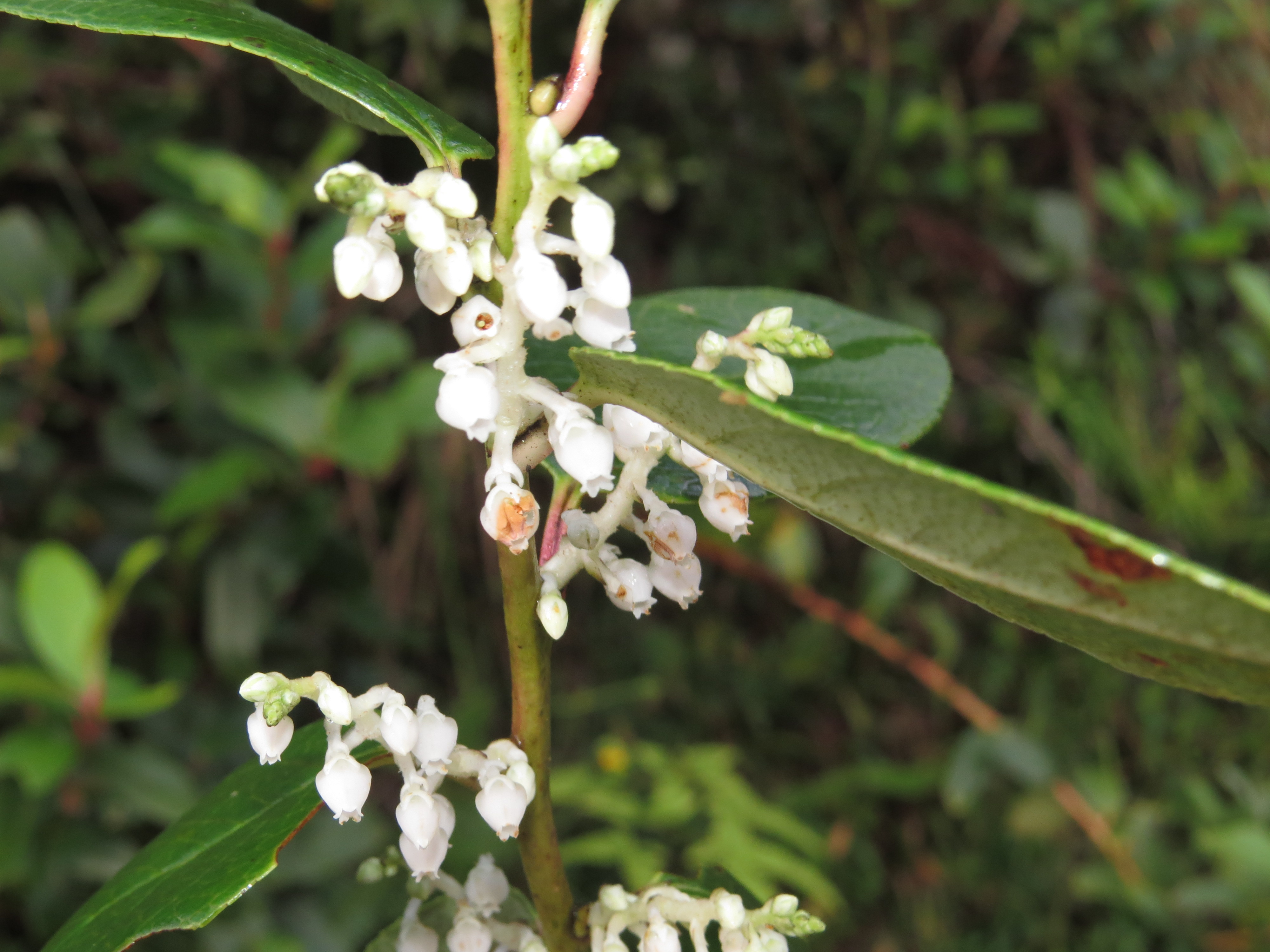
Gaultheria fragrantissima

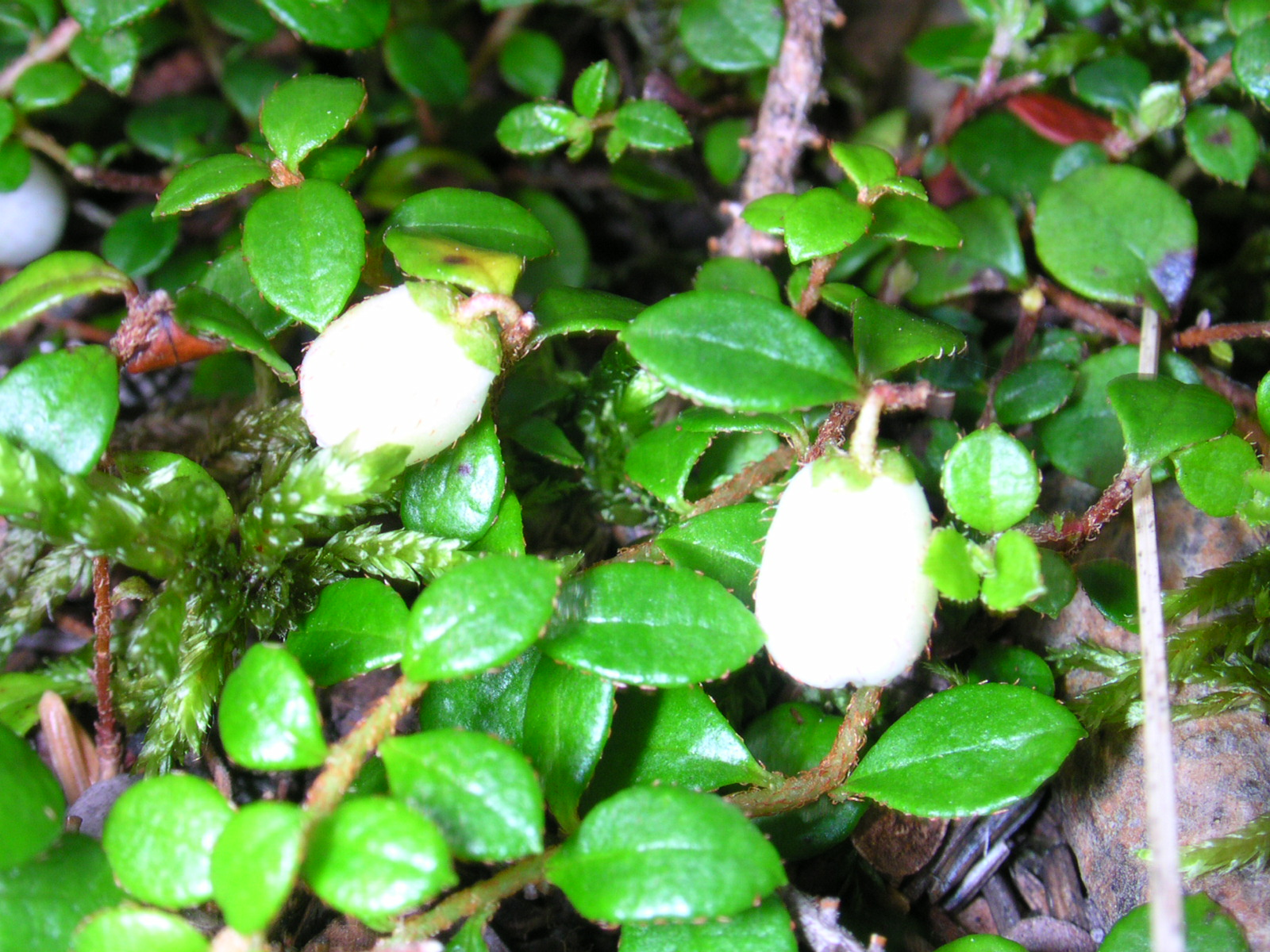
Gaultheria hispidula

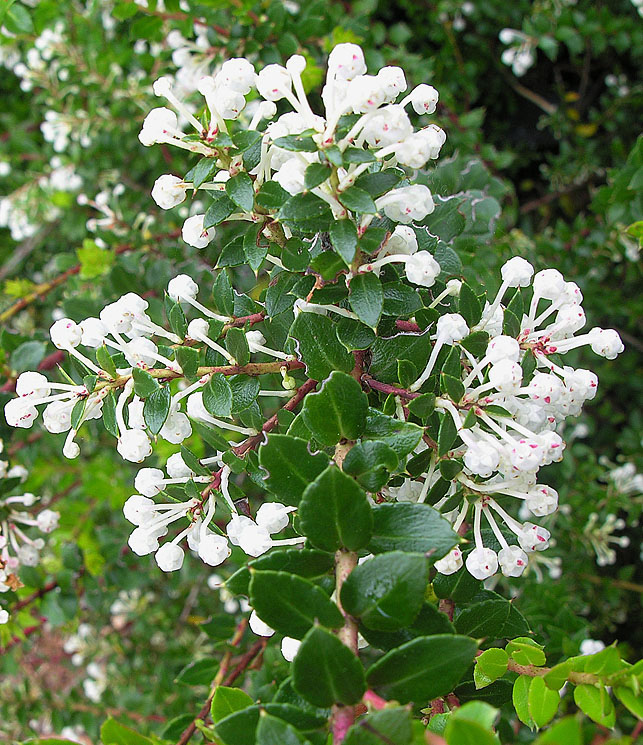
Gaultheria insana

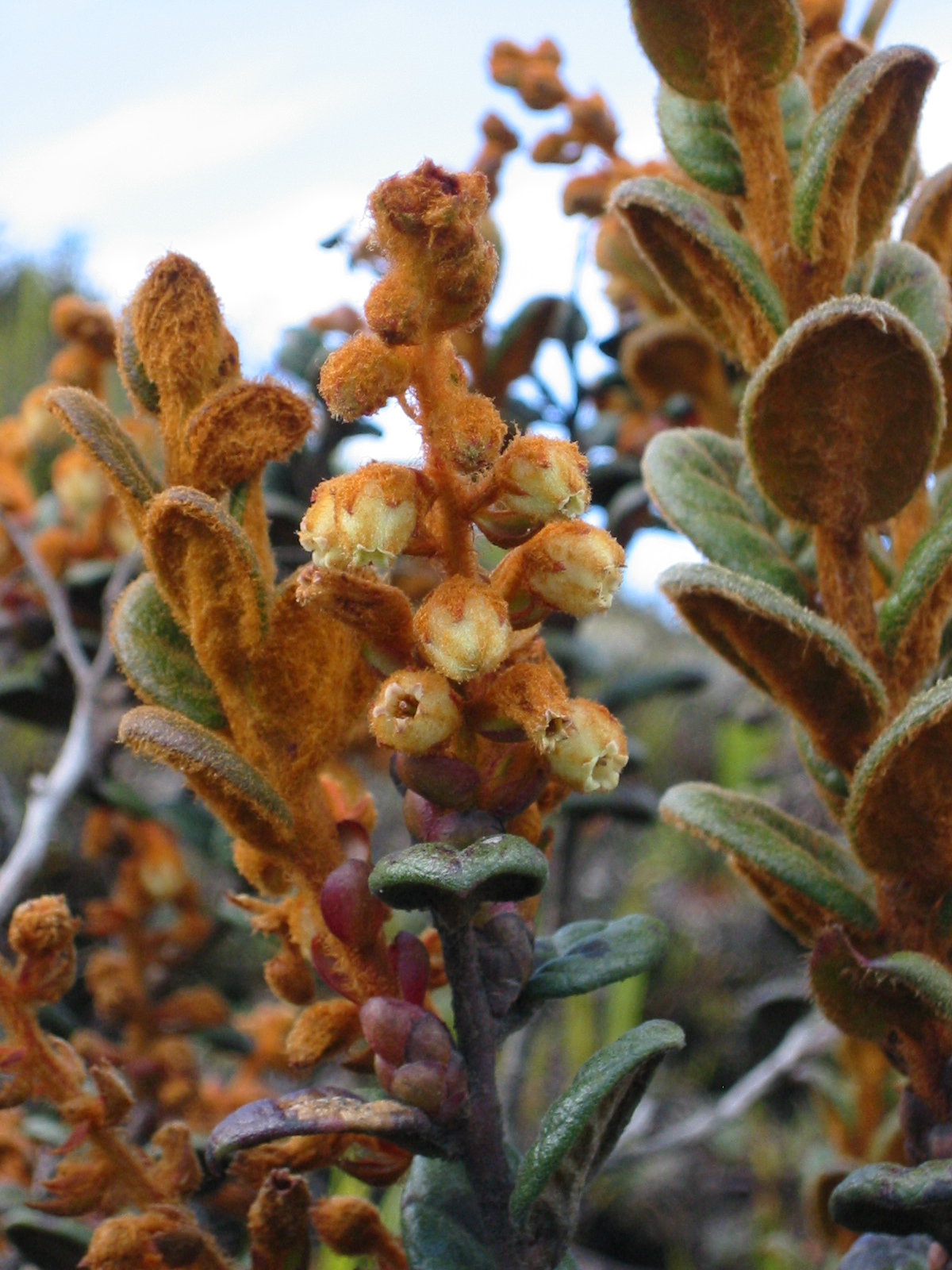
Gaultheria lanigera

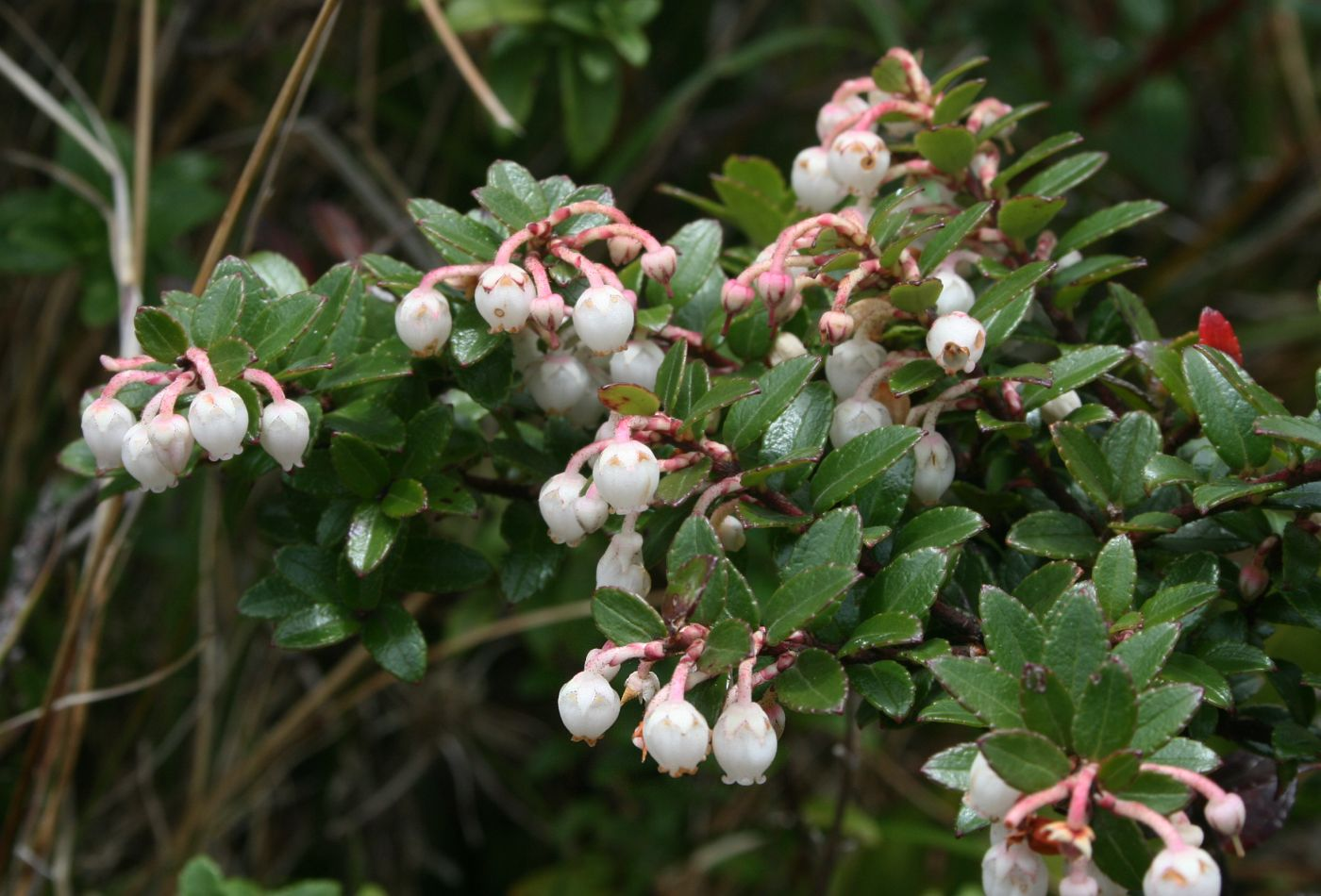
Gaultheria myrsinoides

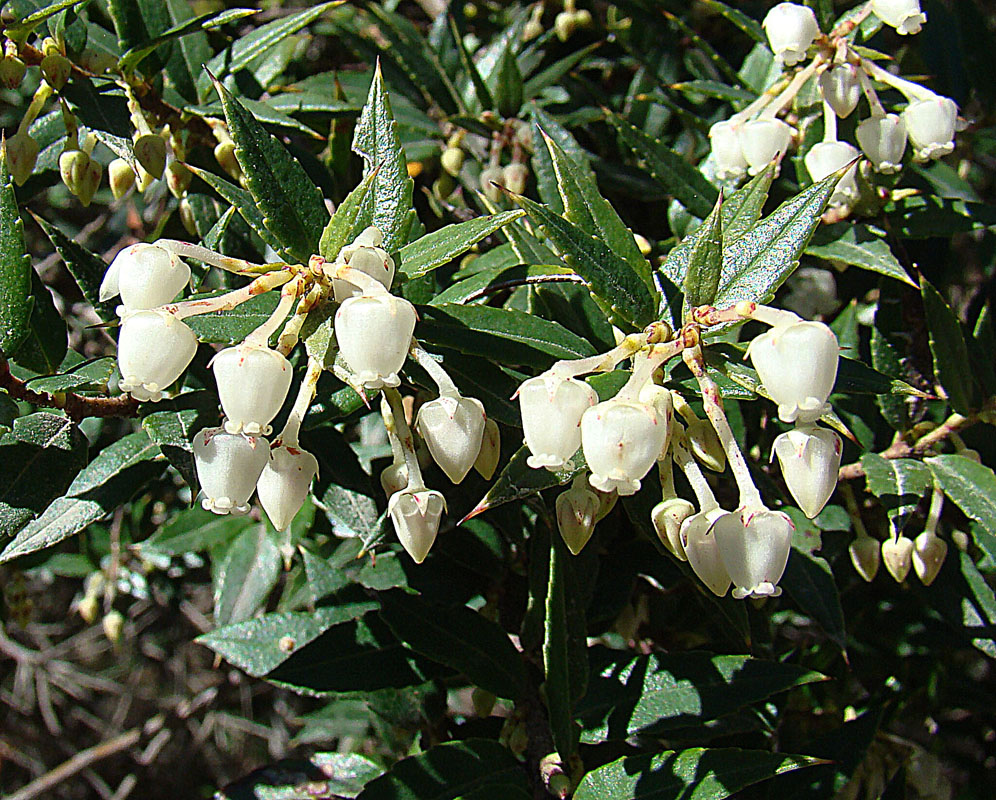
Gaultheria poeppigii

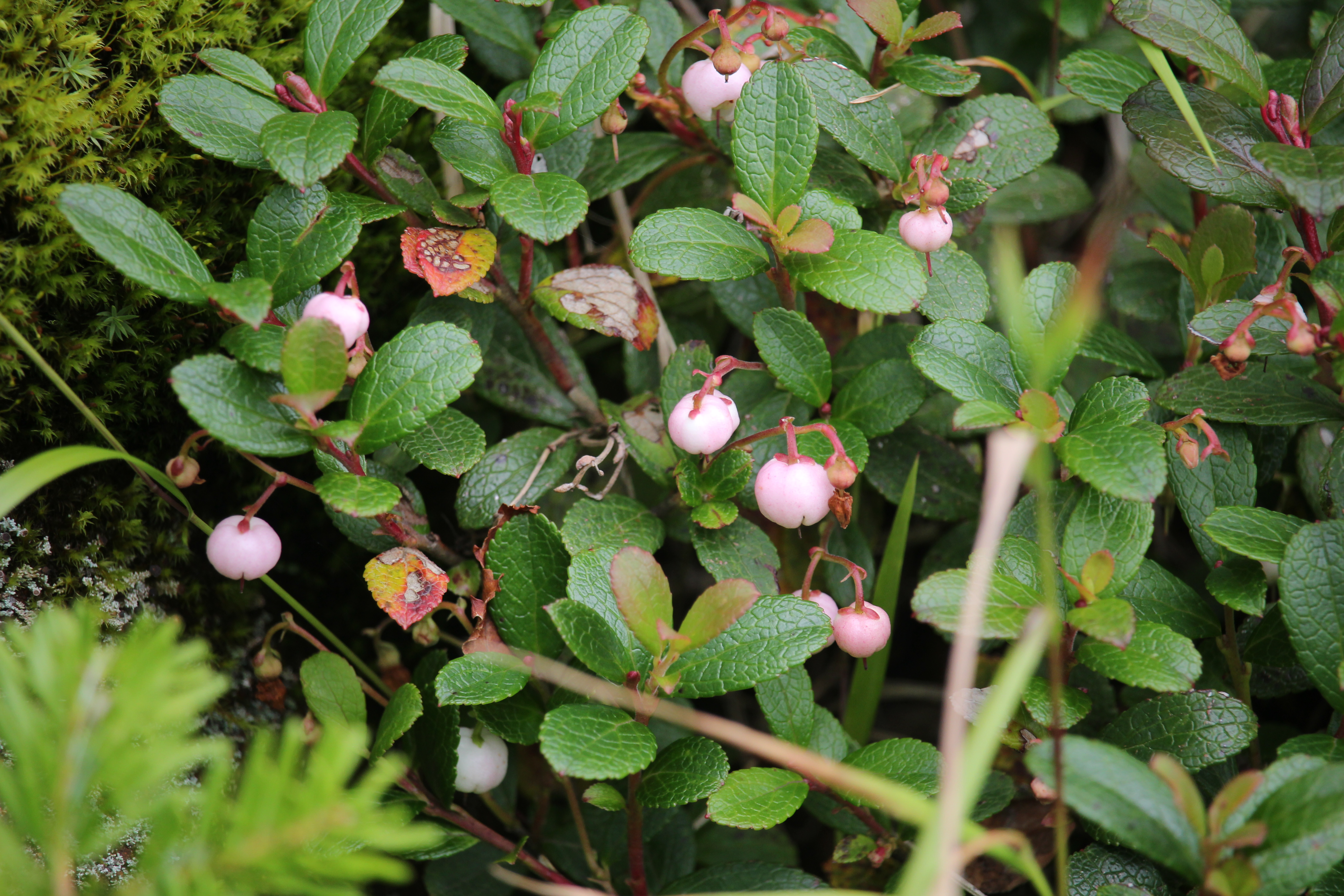
Gaultheria pyroloides

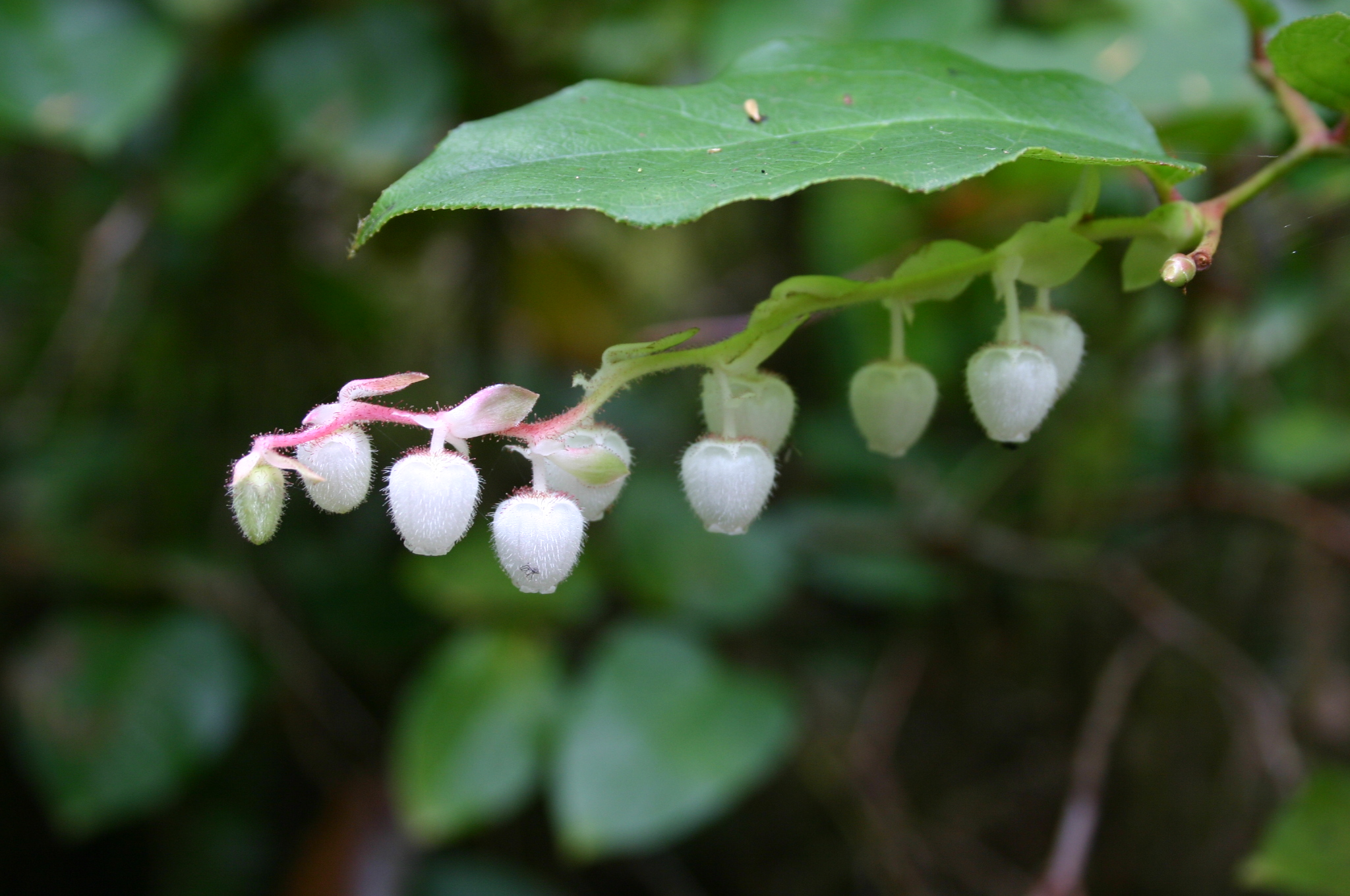
Blüten der Shallon-Scheinbeere (Gaultheria shallon)

Carl von Linné hat 1753 die Gattung Gaultheria mit der Typusart Gaultheria procumbens in Species Plantarum, 1, Seite 395 aufgestellt. Synonyme für Gaultheria L.  sind: Brossaea L., Brossea Kuntze orth. var., Chiogenes Salisb. ex Torr.
Die Gattung Gaultheria gehört zur Tribus Gaultherieae in der Unterfamilie Vaccinioideae innerhalb der Familie der Ericaceae.
Es gibt etwa 115 bis 135 Gaultheria-Arten. Hier eine Artenauswahl:
- Gaultheria acuminata Schltdl. & Cham. (Syn.: Gaultheria nitida Benth.): Sie kommt in Mexiko, El Salvador und Honduras vor.[2]
- Gaultheria adenothrix (Miq.) Maxim.: Sie kommt in Japan vor.[2]
- Gaultheria amoena A.C.Sm.: Sie kommt in Kolumbien und Ecuador vor.[2]
- Gaultheria anastomosans (L. f.) Kunth: Sie kommt in Kolumbien und Venezuela vor.[2]
- Gaultheria antipoda G.Forst.: Sie kommt in Neuseeland vor.[2]
- Gaultheria borneensis Stapf (Syn.: Gaultheria itoana Hayata): Sie kommt auf den Philippinen, in Sabah und in Taiwan vor.[2]
- Gaultheria bracteata Cav. & Sleumer: Sie kommt von Ecuador bis Bolivien vor.[3]
- Gaultheria brevistipes (C.Y.Wu & T.Z.Hsu) R.C.Fang: Dieser Endemit in Höhenlagen von 1000 bis 2800 Metern nur im südöstlichen Tibet.[4]
- Gaultheria cardiosepala Hand.-Mazz.: Sie kommt im westlichen Yunnan und in Myanmar vor.[4]
- Gaultheria codonantha Airy Shaw: Sie kommt im nordöstlichen Indien und im südöstlichen Tibet vor.[4]
- Chinesische Scheinbeere (Gaultheria cuneata (Rehder & E.H.Wilson) Bean), Syn.: Gaultheria pyroloides var. cuneata Rehder & E.H.Wilson: Sie kommt in den chinesischen Provinzen Guizhou, Sichuan und Yunnan vor.[2]
- Gaultheria depressa Hook. f.: Sie kommt in Neuseeland vor.[2]
- Gaultheria dolichopoda Airy Shaw: Sie kommt in Myanmar und im südöstlichen Tibet vor.[4]
- Gaultheria domingensis Urb. (Syn. Gaultheria sphagnicola Rich.): Sie kommt auf Hispaniola und auf den Kleinen Antillen vor.[3]
- Gaultheria dumicola W.W.Sm.: Sie kommt in fünf Varietäten in Myanmar und in Yunnan vor.[4]
- Gaultheria erecta Vent.: Sie ist von Mexiko über Zentral- bis Südamerika verbreitet.[2]
- Gaultheria foliolosa Benth.: Sie kommt von Kolumbien bis Peru vor.[3]
- Gaultheria fragrantissima Wall. non auct. (Syn.: Gaultheria forrestii Diels): Sie kommt in Sri Lanka, Indien, Nepal, Bhutan, Myanmar, Vietnam, Tibet, Yunnan und Malaysia vor.[2]
- Gaultheria glomerata (Cav.) Sleumer (Syn.: Gaultheria brachybotrys DC.): Sie kommt in Kolumbien, Ecuador, Venezuela, Peru und Bolivien vor.[2]
- Gaultheria griffithiana Wight: Sie kommt in zwei Varietäten in Indien, Nepal, Bhutan, Myanmar, Vietnam und in China vor.[2][4]
- Gaultheria heteromera R.C.Fang: Dieser Endemit gedeiht in Höhenlagen etwa 3900 Metern nur im südöstlichen Tibet.[4]
- Gaultheria hispida R.Br.: Dieser Endemit kommt nur in Tasmanien vor.[2]
- Gaultheria hispidula (L.) Muhl.: Sie kommt in den US-Bundesstaaten Wisconsin, New Jersey, Ohio, Pennsylvania und West Virginia vor.[2]
- Gaultheria hookeri C.B.Clarke (Syn.: Gaultheria veitchiana Craib): Sie kommt in Sikkim, Bhutan, Myanmar und in China vor.[2]
- Gaultheria humifusa (Graham) Rydb.: Sie kommt im westlichen Kanada, in New Mexico und in den westlichen Vereinigten Staaten vor.[2]
- Gaultheria hypochlora Airy Shaw: Sie kommt in Bhutan, Assam, Myanmar, im westlichen Sichuan und im nordwestlichen sowie südöstlichen Yunnan vor.[4]
- Gaultheria insana (Molina) D.J.Middleton: Sie kommt vom südlich-zentralen Chile bis zum südlichen Argentinien vor.[3]
- Gaultheria insipida Benth.: Sie kommt von Kolumbien bis Ecuador vor.[3]
- Gaultheria japonica (A.Gray) Sleumer: Dieser Endemit kommt nur auf der japanischen Insel Honshu vor.[2]
- Gaultheria jingdongensis R.C.Fang: Sie gedeiht in Höhenlagen von 2000 bis 3000 Metern in Yunnan.[4]
- Gaultheria lanigera Hook.: Sie kommt in Ecuador vor.[3]
- Gaultheria leucocarpa Blume (Syn.: Gaultheria cumingiana S.Vidal, Gaultheria yunnanensis (Franch.) Rehder): Sie kommt in fünf Varietäten in Thailand, Laos, Kambodscha, Vietnam, auf den Philippinen, in Malaysia, in Indonesien, Taiwan und China vor.[2][4]
- Gaultheria longibracteolata R.C.Fang: Sie kommt in Thailand und Yunnan vor.[4]
- Gaultheria longiracemosa Y.C.Yang: Sie gedeiht in Höhenlagen von etwa 3000 Metern in Sichuan.[4]
- Gaultheria megalodonta A.C.Smith: Sie kommt von Ecuador bis Peru vor.[3]
- Gaultheria mucronata (L. f.) Hook. & Arn. (Syn.: Pernettya mucronata (L. f.) Spreng.: Sie kommt vom zentralen und südlichen Chile bis ins südliche Argentinien vor.[3]
- Gaultheria mundula F.Muell.: Sie kommt in Papua-Neuguinea vor.[2]
- Gaultheria notabilis J.Anthony: Sie gedeiht in Höhenlagen von etwa 2400 Metern in Yunnan.[4]
- Gaultheria nummularioides D.Don: Sie kommt in Indien, Nepal, Bhutan, Bangladesch, Myanmar, Indonesien und China vor.[2]
- Gaultheria oppositifolia Hook. f.: Sie kommt in Neuseeland vor.[2]
- Gaultheria oreogena A.C.Smith: Sie kommt vom westlichen Kolumbien bis Ecuador vor.[3]
- Gaultheria ovatifolia A.Gray: Sie kommt in British Columbia und in den westlichen Vereinigten Staaten vor.[2]
- Gaultheria perplexa Kirk
- Gaultheria phillyreifolia (Pers.) Sleumer: Sie kommt in Chile vor.[2]
- Gaultheria poeppigii DC.: Sie kommt in Chile vor.
- Gaultheria praticola C.Y.Wu: Sie gedeiht in Höhenlagen von 3200 bis 3900 Metern im südöstlichen Tibet und im nordwestlichen Yunnan.[4]
- Niedere Scheinbeere (Gaultheria procumbens L.): Sie kommt in Kanada und in den Vereinigten Staaten vor.[2]
- Gaultheria prostrata W.W.Sm.: Dieser Endemit gedeiht in Höhenlagen von etwa 4600 Metern nur im nordwestlichen Yunnan.[4]
- Gaultheria pseudonotabilis H.Li ex R.C.Fang: Dieser Endemit gedeiht in Höhenlagen von 1000 bis 2000 Metern nur im nordwestlichen Yunnan.[4]
- Gaultheria punctata Blume (Syn.: Gaultheria fragrantissima auct. non Wall.): Sie kommt in Indonesien vor.[2]
- Gaultheria purpurea R.C.Fang: Dieser Endemit gedeiht in Höhenlagen von 2000 bis 3400 Metern nur im südöstlichen Tibet.[4]
- Gaultheria pyroloides Hook. f. & Thomson ex Miq. (Syn.: Gaultheria pyrolifolia Hook. f. ex C.B.Clarke, Gaultheria miqueliana Takeda): Sie kommt in Japan, auf den Kurilen, auf Sachalin und in Alaska vor.[2]
- Gaultheria reticulata Kunth: Sie kommt in Ecuador, Bolivien und Peru vor.[2]
- Gaultheria rigida Kunth: Sie kommt vom westlichen Südamerika bis ins nördliche Venezuela vor.[3]
- Gaultheria rupestris (L. f.) D.Don: Sie kommt in Neuseeland vor.[2]
- Gaultheria sclerophylla Cuatrec.: Sie kommt von Kolumbien bis ins nordwestliche Venezuela und auch im westlichen Bolivien vor.[3]
- Gaultheria semi-infera (C.B.Clarke) Airy Shaw: Sie kommt in Indien, Nepal, Bhutan, Myanmar, Tibet und Yunnan vor.[2]
- Shallon-Scheinbeere (Gaultheria shallon Pursh): Sie kommt in Alaska, in British Columbia und in den westlichen Vereinigten Staaten vor.[2]
- Gaultheria sinensis J.Anthony: Sie kommt in zwei Varietäten in Assam, Bhutan, Sikkim, im nördlichen Myanmar, im südöstlichen Tibet, im nordwestlichen Sichuan und in Yunnan vor.[4]
- Gaultheria stereophylla A.C.Smith: Sie kommt in Ecuador vor.[3]
- Gaultheria straminea R.C.Fang: Dieser Endemit gedeiht in Höhenlagen von 600 bis 2100 Metern nur im südöstlichen Tibet.[4]
- Gaultheria strigosa Benth.: Sie kommt in Kolumbien, Ecuador, Peru und in Venezuela vor.[2]
- Gaultheria suborbicularis W.W.Sm.: Dieser Endemit gedeiht in Höhenlagen von 3000 bis 3900 Metern nur im nordwestlichen Yunnan Meereshöhe vor.[4]
- Gaultheria taiwaniana S.S.Ying: Sie kommt in Taiwan vor.[4]
- Gaultheria tetramera W.W.Sm.: Sie gedeiht in Höhenlagen von 1000 bis 3200 Metern im südöstlichen Tibet und im westlichen Yunnan.[4]
- Gaultheria tomentosa Kunth: Sie kommt in Ecuador und in Peru vor.[2]
- Gaultheria trichophylla Royle: Sie kommt in drei Varietäten in Indien, Nepal, Bhutan, Myanmar, Tibet, Sichuan und Yunnan vor.[2][4]
- Gaultheria trigonoclada R.C.Fang: Dieser Endemit gedeiht in Höhenlagen von 2000 bis 2300 Metern nur im südöstlichen Tibet.[4]
- Gaultheria vaccinioides Griseb. ex Wedd.: Sie kommt von Peru bis Bolivien vor.[3]
- Gaultheria wardii C.Marquand & Airy Shaw: Sie kommt in zwei Varietäten im nördlichen Indien, in Myanmar, im südöstlichen Tibet und im nordwestlichen Yunnan vor.[4]

## Nutzung
Einzelne Scheinbeeren-Arten und ihre Sorten werden als Zierpflanze auch in den Gemäßigten Breiten, meist als Bodendecker, gepflanzt.

### Wintergreen

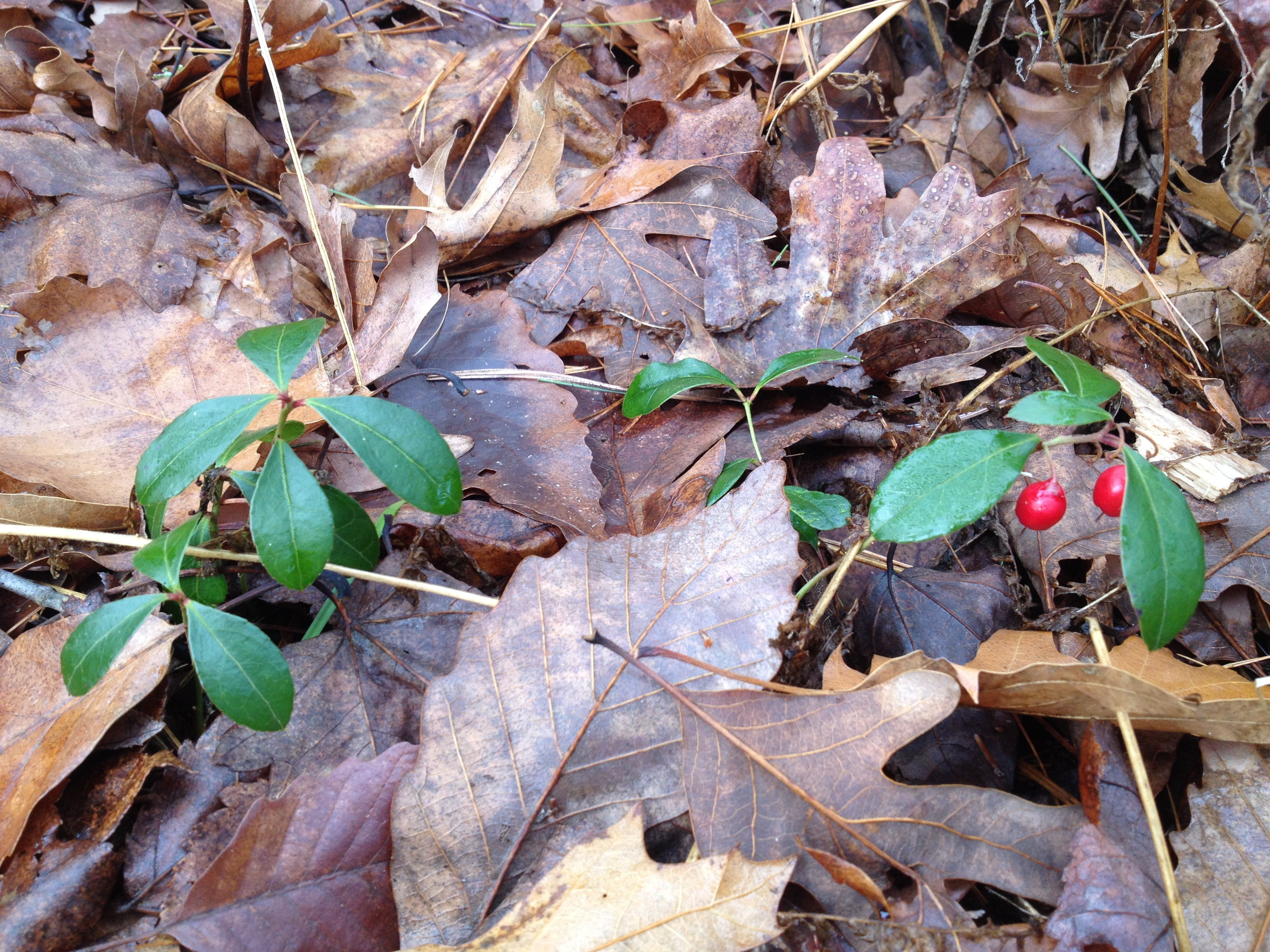
Wintergreen in Greeley, Pennsylvania; Anfang Dezember

Ursprünglich die Bezeichnung für alle immergrünen Pflanzen im Englischen (heute: evergreen), wurde Wintergreen zum Namen für eine Gruppe von Aroma-Pflanzen mit ätherischen Ölen. Namengebend ist das „American Wintergreen“ (Gaultheria procumbens) und weitere Arten dieser Gruppe (Gaultheria humifusa – „Alpine Wintergreen“; Gaultheria ovatifolia – „Western Teaberry“ (Oregon spicy wintergreen); Chimaphila maculata – „Striped Wintergreen“). Diese Pflanzen enthalten Salicylsäuremethylester und werden als Minz-ähnliche Geschmacksstoffe verwendet.

#### Bestandteile und Gewinnung

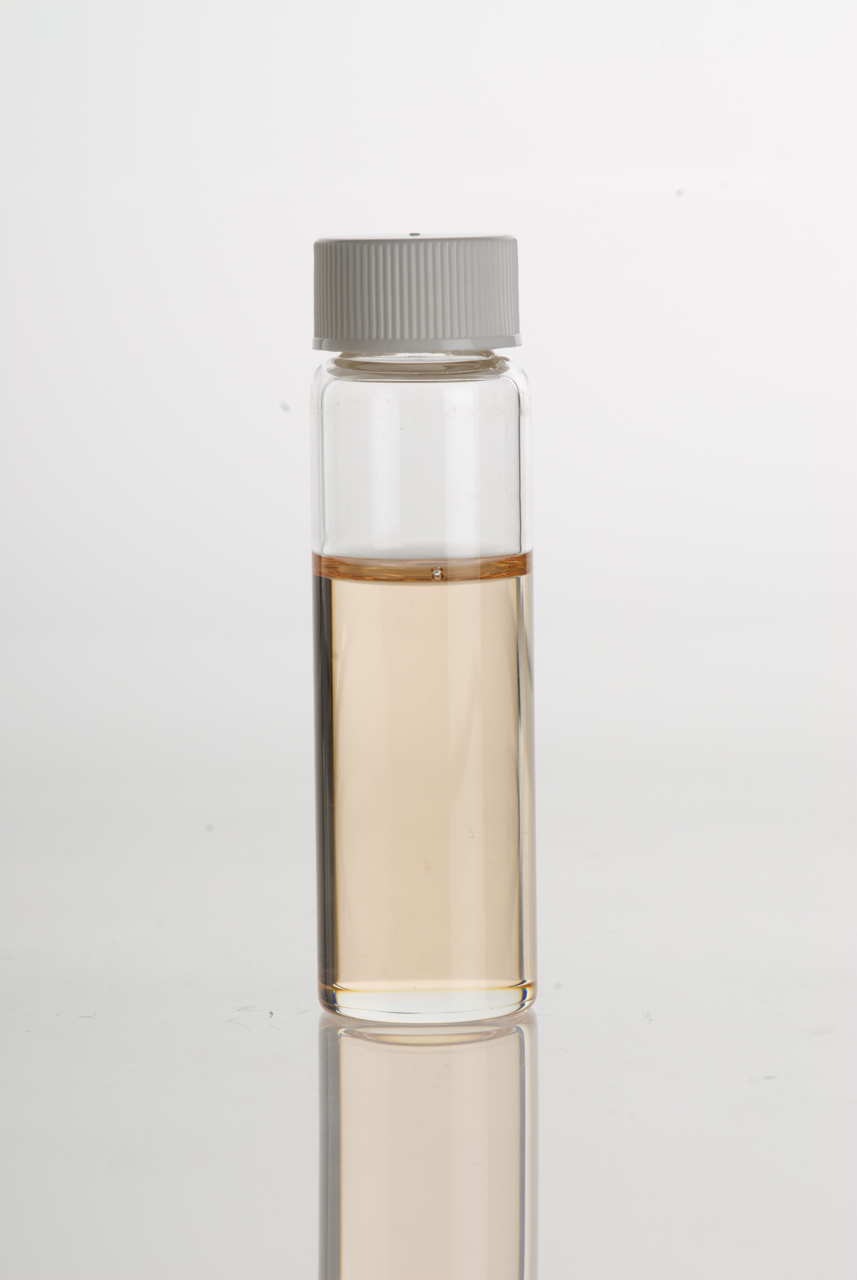
Wintergreen (Gaultheria procumbens) essential oil.

Die Gaultheria-Arten produzieren alle das Wintergreen-Öl. Dieses ist fahl gelb oder rosa und stark aromatisch mit einem süßen, holzigen Geruch, der den Pflanzen den charakteristischen „medizinischen“ Geruch verleiht, sobald sie verletzt werden. Die Komponenten sind Salicylsäuremethylester (~ 98 %), α-pinene, Myrcen, 3-Caren, Limonen, 3,7-Guaiadiene, und Delta-Cadinene. Salicylat-Unverträglichkeit führt häufig zu Abwehrreaktionen mit allergischen Symptomen, bis hin zu Asthma.
Das Öl wird gewöhnlich durch Wasserdampfdestillation der Blätter gewonnen, nachdem die Pflanzen in warmem Wasser mazeriert wurden. Salicylsäuremethylester entsteht erst durch enzymatische Prozesse aus einem Glycosid in den Blättern. Wintergreen-Öl wird auch aus einigen Birken-Arten und Spiersträucher (Spiraea-Arten) hergestellt. das Öl hat einen starken, „minzartigen“ Geschmack, auch wenn die Gaultheria-Pflanzen nicht zur selben Familie gehören wie die echten Minzen (Mentha).

#### Verwendung
Vor allem die Beeren von Gaultheria procumbens finden in der Medizin Verwendung. Schon die Indianer brühten einen Tee aus den Blättern um rheumatische Symptome, Kopfschmerzen, Fieber, Halsschmerzen und verschiedene andere Schmerzen zu lindern. Die Inhaltsstoffe wirken als Metabolite für Acetylsalicylsäure. Während der Amerikanischen Revolution wurden die Blätter als Tee-Ersatz verwendet.
Heute findet Wintergreen häufig Verwendung in Nahrungsmitteln wie Kaugummi, Minz-Bonbons, sowie für Smokeless Tobacco, wie Dipping Tobacco (American „dip“ snuff) und Snus. Außerdem wird es für Zahnpasta, Mundspülung und für original amerikanisches Root Beer verwendet.
Das Öl wird verdünnt oder in der Aromatherapie angewandt und gilt in der Volksmedizin als Mittel gegen Muskel- und Gelenkschmerzen, Arthritis, Cellulite, Adipositas, Ödeme, schlechte Durchblutung, Kopfschmerz, Herz-Kreislauf-Erkrankung, Arterielle Hypertonie, Rheuma, Tendinitis, Krämpfen, Entzündungen, Dermatitis, Schuppenflechte, Gicht, Ulcus, sowie in der Haarpflege. Das flüssige Salicylat diffundiert ins Gewebe und die Kapillaren. Nebenwirkungen sind ähnlich wie bei Acetylsalicylsäure.
Wintergreen-Öl wird auch in Kunstdruck-Vorgängen verwendet, um eine Farbkopie oder einen Laserdruck auf ein Kunstpapier (mit hohem Baumwollfaseranteil, z. B. hot-press watercolor paper) zu übertragen. Dazu wird der Druck zunächst mit Wintergreen-Öl eingestrichen, dann kopfüber auf das Zielpapier gelegt und mit einer gewöhnlichen Ätzpresse aufgeprägt.
Wintergreen-Öl ist auch ein Bestandteil in Schmiermitteln und wird zur Waffenreinigung eingesetzt (Seal1, Frog Lube). Diese Schmiermittel haben den Vorteil gegenüber Produkten auf Mineralöl-basis, dass sie ungiftig und biologisch abbaubar sind. Ein weiterer Anwendungsbereich ist Rostentfernung und Entfettung von Maschinen.
Künstliches Wintergreen-Öl, pures Salicylsäuremethylester, findet in der Mikroskopie Anwendung aufgrund des hohen Brechungsindex.

## Toxizität
30 ml Öl entsprechen einer Menge von 55,7 g Aspirin, oder ungefähr 171 Aspirin-Tabletten (US). Entsprechend toxisch sind auch kleine Mengen Wintergreen-Öl.
Scheinbeeren gelten als leicht giftig, sind aufgrund des hohen Acetylsalicylsäure-Gehalts und der damit verbundenen Gefahr eines Reye-Syndroms für Kinder aber gefährlich.